# Malguzar
Il Malguzar (in uzbeko Molguzar togʻlari; in russo Мальгузар) - sperone nord-occidentale della catena del Turkestan - è una catena montuosa dell'Uzbekistan.
La catena è caratterizzata da altitudini poco elevate (2621 m al massimo), così come dall'assenza di nevi perenni. La continuazione della dorsale del Malguzar si chiama Nuratau. La cresta del Nuratau è separata da quella del Malguzar dalla gola nota come «Porta di Tamerlano».